# Piúra (região)
Piúra (Piura) é uma das 25 regiões do Peru, sua capital é a cidade de Piúra.

## Províncias (capital)
1. Ayabaca (Ayabaca)
2. Huancabamba (Huancabamba)
3. Morropón (Chulucanas)
4. Paita (Paita)
5. Piúra (Piúra)
6. Sechura (Sechura)
7. Sullana (Sullana)
8. Talara (Talara)